# الموسسة الوطنية لمكافحة السرطان

## المؤسسة الوطنية لمكافحة السرطان

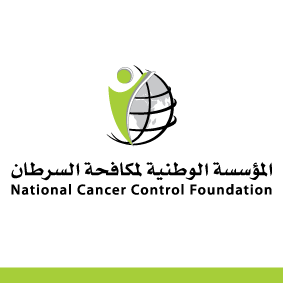
شعار المؤسسة الوطنية لمكافحة السرطان

تأسست المؤسسة الوطنية لمكافحة السرطان - اليمن في 19/3/2003
وهي مؤسسة مجتمع مدني خيرية غير ربحية، أشترك في تأسيسها رجال مال وأعمال وأطباء وناشطين، وللمؤسسة مجلس أمناء يرأسه عبد الواسع هائل سعيد أنعم - عضو مجلس النواب - ورجل الأعمال المعروف.
ومنذ تأسيسها تعمل المؤسسة على خدمة ما يقارب (15000) خمسة عشر ألأف مريض سرطان سنوياً.
وتهدف إلى مكافحة مرض السرطان ورعاية المصابين به صحيا واجتماعيا ونفسيا في اليمن.
وهي أول مؤسسة تعمل على مكافحة السرطان في اليمن، وتعد الإطار المجتعمي الأكبر للجهود التطوعية الرامية لمكافحة السرطان، وقد حصلت المؤسسة على شهادة الجودة العالمية الآيزو كأول مؤسسة مجتمع مدني تحصل عليها في اليمن.
وتعتبر المؤسسة رافدا ومكملا لما تقوم به الحكومة ممثلة بوزارة الصحة العامة والسكان عبر المركز الوطني لعلاج الأورام.
وحظيت المؤسسة منذ تأسيسها بدعم شخصيات مشهورة في الداخل والخارج.

### مجالات عمل المؤسسة
من أهم المجالات التي تعمل عليها المؤسسة:
- - خدمات التشخيص والعلاج وتقديم الدواء للمرضى.
- - الرعاية الاجتماعية والدعم النفسي
- - التوعية والتثقيف الصحي
- - الكشف المبكر عن سرطان الثدي وسرطان عنق الرحم
- - إنشاء الوحدات والمراكز المتخصصة لعلاج السرطان

### الفروع والمراكز

#### - فرع عدن
افتتح في محافظة عدن بتاريخ 22/5/2006م ويقدم خدماته لقرابة (2000)مريض بالسرطان سنوياً من أبناء عدن والمحافظات المجاورة لها.

#### - وحدة الأمل لعلاج الأورام - إب
افتتح فرع المؤسسة بمحافظة إب بتاريخ 22/5/2006م، ويقدم خدماته لقرابة (2000) مريض بالسرطان سنوياً من أبناء إب والمحافظات المجاورة لها.

#### -مركز الأمل لعلاج الأورام بمحافظة تعز
افتتح المركز التابع للمؤسسة بمحافظة تعز بتاريخ 1/10/2012م، ويعد ثاني مركز متخصص لعلاج الأورام في اليمن، يقدم خدماته لحوالي (5000) مريض بالسرطان من أبناء محافظة تعز والمحافظات المجاورة لها

#### -مركز الأمل لعلاج الأورام بمحافظة الحديدة
افتتح المركز التابع لفرع المؤسسة بمحافظة الحديدة بتاريخ 23/5/2006م يقدم خدماته لقرابة (3000) مريض بالسرطان سنويا من أبناء محافظة الحديدة والمحافظات المجاورة لها.

#### - مركز الحياة للكشف المبكر عن السرطان
```
افتتح المركز في 4/2/2010م كمركز خيري يتبع المؤسسة الوطنية لمكافحة السرطان
ويقدم الخدمات:
```

- -إجراء المعاينة السريرية عن سرطان الثدي للنساء
- -فحص الثدي بالماموجرام لغرض اكتشاف المرض المبكر
- -فحص الثدي بالأشعة التلفزيونية- إقامة القوافل والعيادات الوردية

#### *-دار الحياة لرعاية مرضى السرطان
افتتحت دار الحياة لرعاية مرضى السرطان في 2/4/2010م كدار إيواء صحية خيرية تتبع المؤسسة الوطنية لمكافحة السرطان وتمارس مهامها وفقا للائحة الداخلية للمؤسسة.

### الخدمات التي تقدمها المؤسسة
-	توفير السكن الصحي والمناسب للمرضى
-	توفير الرعاية الصحية المتكاملة للمرضى
-	توفير الغذاء الصحي الذي يتناسب مع حالة المرضى
-	تقديم الرعاية الاجتماعية للمرضى وتوفير احتياجاتهم الضرورية
-	إقامة الأنشطة التعليمية والترفيهية،
- وتوعية المريض بكيفية التعامل مع المرض.

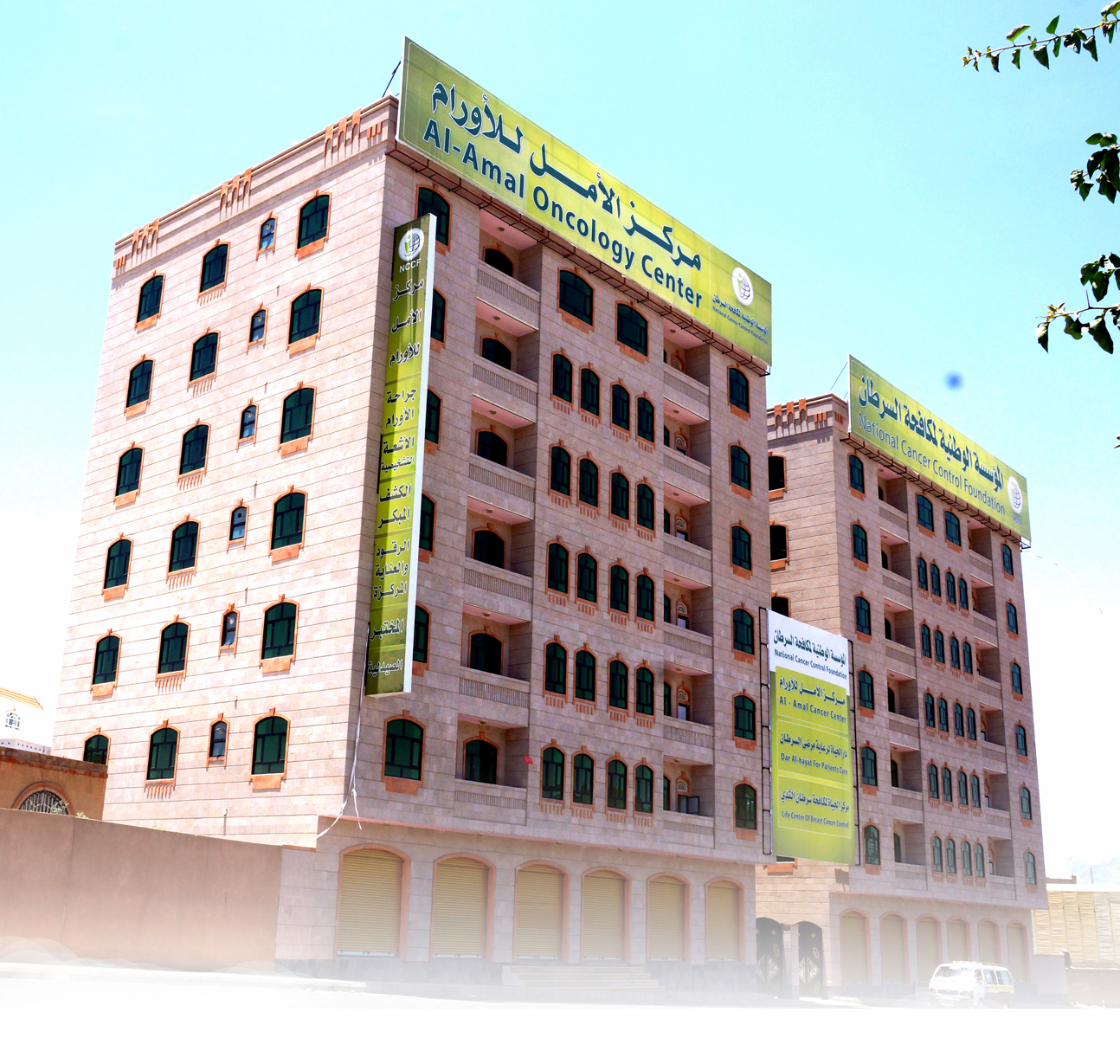
مبنى المؤسسة الوطنية لمكافحة السرطان

### الحملات
تقيم المؤسسة عدد من الحملات والفعاليات التوعوية والايرادية من أهمها:
-	حملة (1/1) من كل عام تحت شعار (سأبدأ عامي بخير)
وهي حملة تهدف لحث المجتمع على التبرع بدخل اليوم الأول من كل عام ميلادي (1/يناير) لصالح مرضى السرطان
وتهدف المؤسسة للحصول على دعم المؤسسات العالمية المماثلة والمهتمين لجعل هذا اليوم يوماً عالميا للتبرع للمصابين بمرض السرطان.
-	الحملة الوطنية لدعم مرضى السرطان وهي حملة تهدف لجمع التبرعات من رجال المال والأعمال والشركات والبيوت التجارية وتقام سنويا متزامنة مع شهر رمضان المبارك.
كما تحيي المؤسسة الأيام العالمية ذات العلاقة بمرض السرطان بإقامة معارض الصور والرسوم التوعوية والمارثونات والفعاليات الرياضية والمهرجانات والقوافل التوعوية وتوعية المزارعين وفي الجامعات والمعاهد والمدارس.

### التمويل والإيرادات
تعتمد المؤسسة في تمويل أنشطتها على المنح والتبرعات والمساهمات التي تتلقاها من الممولين المحليين والجهات والشخصيات المانحة في الخارج.
وتسهم الأنشطة المجتمعية التي يجمعها المتطوعون في تمويل بعض أنشطة المؤسسة.
وتحصل المؤسسة على تمويل محدود لبعض خدماتها من قبل السلطات المحلية الحكومية المركزية الا انه توقف في الفترة الأخيرة جراء النزاع الدائر في اليمن منذ العام 2014م.

### المؤسسة والنزاع في اليمن
حافظت المؤسسة على استقرار فروعها وخدماتها طيلة فترة النزاع في اليمن منذ العام 2014 وظلت فروعها مفتوحة لتقديم الخدمات رغم تضاؤل الموارد والتضرر من الصراع.
الا ان الاحداث الدائرة في مدينة تعز أدت إلى تدمير كامل لمركز الأمل لعلاج الأورام التابع للمؤسسة، أضطرت المؤسسة بعدها لنقل ما تبقى من التجهيزات إلى مقر بديل ليستمر في تقديم خدماته لمرضى المحافظة والمحافظات المجاورة.
كما تعرض فرع المؤسسة في محافظة عدن إلى تضرر جزئي واصلت بعده المؤسسة نشاطها.
كما تأثرت جميع فروع المؤسسة ومراكزها جراء انعكاس الوضع الاقتصادي والأمني وانعدام الدواء وارتفاع أسعار الخدمات.

### العضويات والجوائز
- - عضو الاتحاد العالمي لمكافحة السرطان (UICC)
- - عضو الاتحاد الخليجي لمكافحة السرطان (GFFCC)
- - عضو الاتحاد العالمي لسرطان الدم
- - رابطة المؤسسات العربية لمكافحة السرطان
- ولجهودها الخيرية والإنسانية حصلت على:
- - جائزة السلام - جنيف 2009
- - جائزة الشارقة
- - جازة فهد الأحمد - الكويت

ومن الشخصيات التي زارت المؤسسة:
- الرئيس السوداني الأسبق عبد الرحمن سوار الذهب
- الشيخ يوسف القرضاوي
- الداعية عمر عبد الكافي
- الفنانة أصالة نصري
- الفنان سامي يوسف
- الداعية عمرو خالد
- الفنانة حنان ترك

## روابط خارجية
الموقع الإلكتروني للمؤسسة الوطنية لمكافحة السرطان
صفحة المؤسسة على فيس بوك